# Gerandeter Drachenbaum
Der Gerandete Drachenbaum (Dracaena reflexa var. angustifolia Baker, Syn.: Dracaena marginata Lam.) ist eine Varietät der Pflanzenart Dracaena reflexa aus der Gattung der Drachenbäume (Dracaena). Ausleseformen werden als Zierpflanzen verwendet.

## Beschreibung

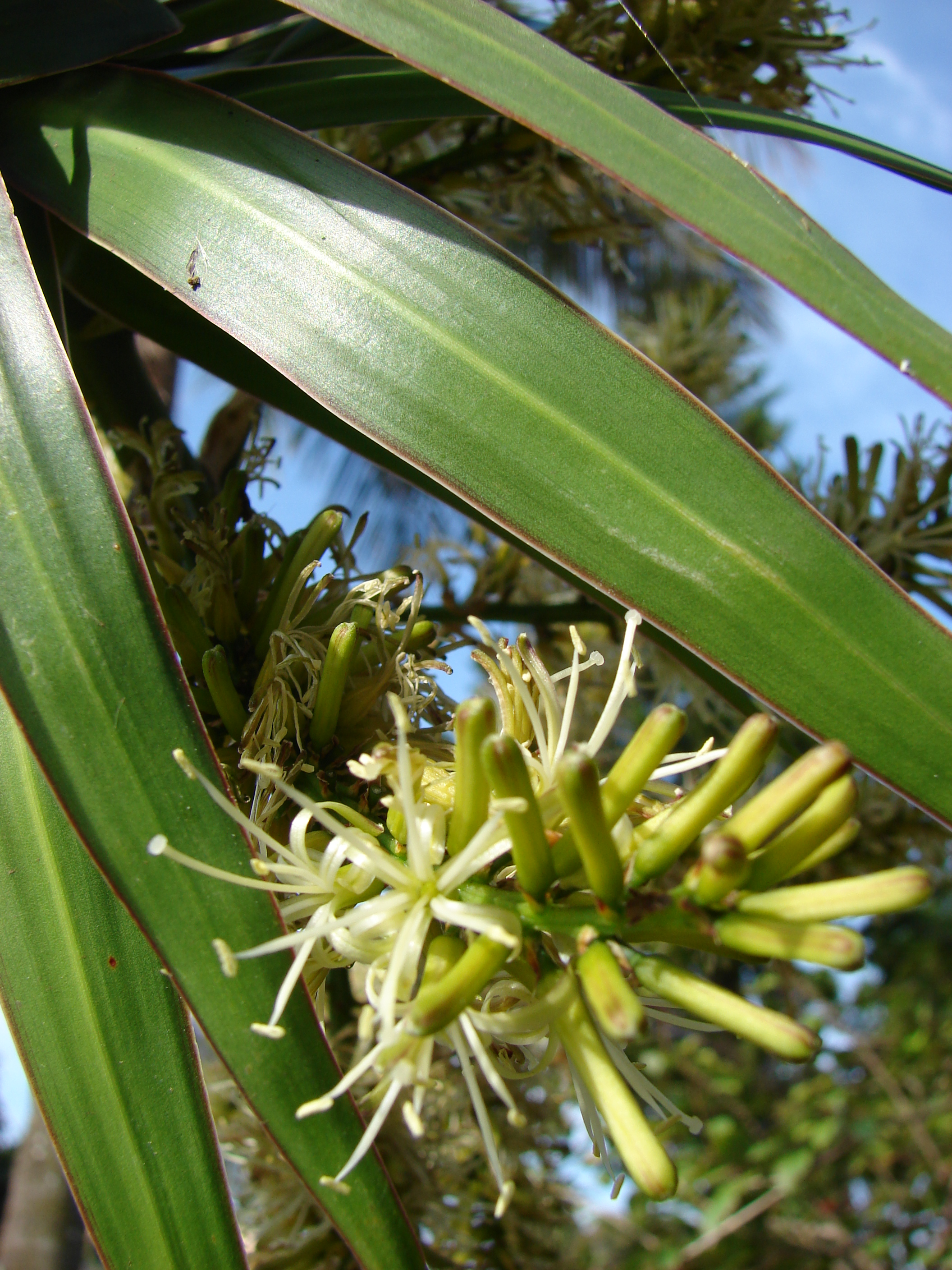
Ausschnitt eines Blütenstandes

### Vegetative Merkmale
Dracaena reflexa var. angustifolia ist eine immergrüne, verholzende Pflanze. Sie ist relativ starkwüchsig und bildet einen schlanken, hoch wachsenden Stamm aus. Die einfachen Laubblätter sind bei einer Länge 30 bis 40 Zentimetern sowie einer Breite von nur etwa 2 Zentimetern linealisch bis lanzettlich; daran kann dieses Taxon auf den ersten Blick von den meisten anderen als Zimmerpflanze genutzten Arten dieser Gattung der Drachenbäume unterschieden werden. Die Laubblätter sind je nach Sorte (siehe unten) verschiedenfarbig gerändert.

### Generative Merkmale
Einige Sorten sind (Auswahl):
- ‘Bicolor’: Die Laubblätter sind dunkelgrün und weinrot gerandet.
- ‘Tricolor’: Die Laubblätter sind grün mit gelblichweißem Rand und schmalem roten Außenrand.

## Verbreitung
Die Heimat von Dracaena reflexa var. angustifolia liegt im westlichen Indischen Ozean und umfasst die Inseln Madagaskar, Mauritius mit Rodrigues, Réunion, Aldabra, die Seychellen und den Chagos-Archipel.

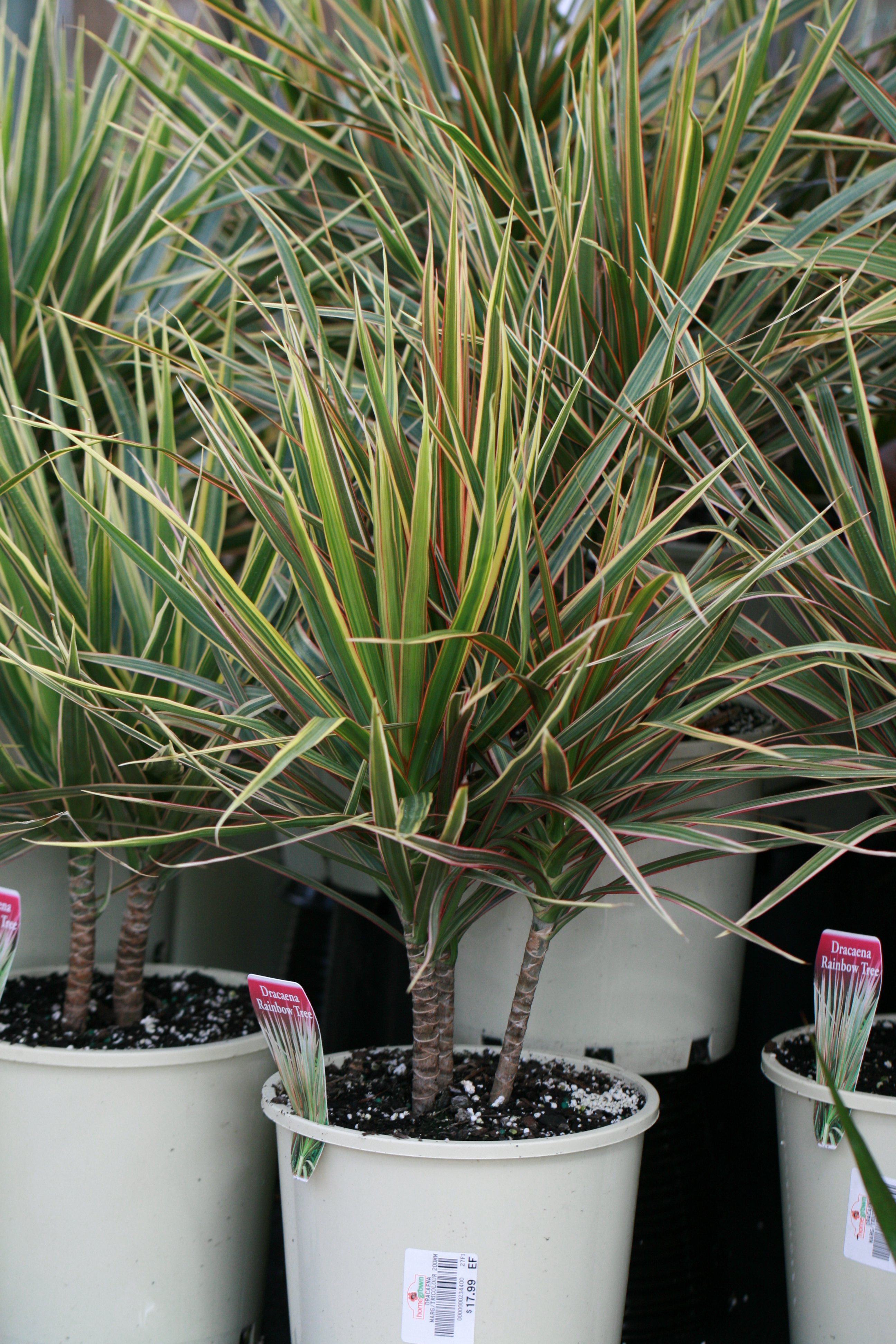
Eine Sorte als Topfpflanze

## Nutzung
Dracaena reflexa var. angustifolia ist eine beliebte Zierpflanze für tropische bis subtropischen Parks und Gärten und wird auch als haltbare Zimmerpflanze verwendet. Unter der falschen Bezeichnung Dracaena marginata kommen oft Exemplare von Dracaena concinna (die allerdings aus Mauritius stammt) als Zimmerpflanze in den Handel.

## Taxonomie
Synonyme für Dracaena reflexa var. angustifolia Baker sind: Dracaena marginata Lam., Dracaena gracilis Salisb. nom. superfl., Dracaena tessellata Willd. nom. illeg., Cordyline marginata (Lam.) Endl., Draco marginata (Lam.) Kuntze, Pleomele marginata (Lam.) N.E.Br.